# 森淳奈
森 淳奈（もり じゅんな、2000年8月10日 - ）は、大阪府出身の元女子プロ野球選手。履正社高等学校卒。ポジションは内野手。血液型B型。

## 経歴
2018年6月19日から3日間開催された入団テストに合格しプロ入り。
2019年9月19日から10月6日まで期間限定で愛知ディオーネへ移籍することが発表された。
2020年は選手減少により引き続きレイアに所属しながら、試合開催時にはディオーネの選手として活動する。
同年6月22日、持病の治療に専念するために愛知ディオーネ、レイアを退団することが発表された。
2021年5月19日、軟式野球チーム「amezing」で入団した。

## 人物・プレースタイル
50m走は7秒8、遠投は68m。

## 情報詳細

### 年度別打撃成績
| 年 度 | チ ｜ ム | 試 合 数 | 打 率 | 打 席 数 | 打 数 | 得 点 | 安 打 | 単 打 | 二 塁 打 | 三 塁 打 | 本 塁 打 | 塁 打 | 打 点 | 三 振 | 併 殺 | 四 球 | 死 球 | 犠 打 | 犠 飛 | 盗 塁 | 盗 塁 刺 | 失 策 | 勝 利 打 点 | 出 塁 率 | 長 打 率 |
| ----- | -------- | -------- | ----- | -------- | ----- | ----- | ----- | ----- | -------- | -------- | -------- | ----- | ----- | ----- | ----- | ----- | ----- | ----- | ----- | ----- | -------- | ----- | ----------- | -------- | -------- |
| 2019  | レイア   | 5        | .500  | 8        | 4     | 1     | 2     | 1     | 1        | 0        | 0        | 3     | 2     | 0     | 0     | 1     | 1     | 2     | 0     | 0     | 0        | 0     | 0           | .667     | .750     |
| 通算  | -        | 5        | .500  | 8        | 4     | 1     | 2     | 1     | 1        | 0        | 0        | 3     | 2     | 0     | 0     | 1     | 1     | 2     | 0     | 0     | 0        | 0     | 0           | .667     | .750     |

- 2019年度シーズン終了時。

### 記録
- 初出場・初打席：2019年9月23日、対埼玉アストライア戦、5回裏に代打で出場、泉由有樹から一前犠打
- 初安打：2019年9月29日、対京都フローラ戦、4回裏に大串桃香から左前安打

### 背番号
- 34（2019年 - 2020年）